# Omloop Het Volk 1984
L'Omloop Het Volk 1984, trentanovesima edizione della corsa, si svolse il 3 marzo per un percorso di 226 km. Fu vinto dal belga Eddy Planckaert della squadra Panasonic davanti ai connazionali Jean-Luc Vandenbroucke e Ludo Peeters.

## Ordine d'arrivo (Top 10)
| Pos. | Corridore              | Squadra          | Tempo    |
| ---- | ---------------------- | ---------------- | -------- |
| 1    | Eddy Planckaert        | Panasonic        | 5h54'00" |
| 2    | Jean-Luc Vandenbroucke | La Redoute       | s.t.     |
| 3    | Ludo Peeters           | Kwantum Hallen   | s.t.     |
| 4    | Walter Planckaert      | Panasonic        | s.t.     |
| 5    | Jos Lammertink         | Panasonic        | a 5'35"  |
| 6    | Luc Colijn             | Safir-Van De Ven | s.t.     |
| 7    | Johan Lammerts         | Panasonic        | a 5'55"  |
| 8    | Bert Oosterbosch       | Panasonic        | s.t.     |
| 9    | Eric Vanderaerden      | Panasonic        | s.t.     |
| 10   | Ferdi Van Den Haute    | La Redoute       | s.t.     |